# 파형

일반적인 파형의 종류.

파형(波形, 영어: waveform)은 물리적 매체나 추상적 표현에서 움직이는 파동과 같은 신호의 모양과 형태이다.
전자, 음향 및 관련 분야에서 신호의 파형은 시간 및 크기 스케일과 시간에 따른 변위에 관계없이 시간의 함수로서 그래프의 모양이다. 주기파형은 일정한 주기로 규칙적으로 반복된다. 이 용어는 처프나 펄스와 같은 비주기적 또는 비주기적 신호에도 사용될 수 있다.
전자공학에서 이 용어는 일반적으로 시간에 따라 변하는 전압, 전류 또는 전자기장에 적용된다. 음향학에서는 일반적으로 공기나 기타 매체의 압력 변화와 같은 꾸준한 주기적인 소리에 적용된다. 이러한 경우 파형은 신호의 주파수, 진폭 또는 위상 변이와 무관한 속성이다.
전기 신호의 파형은 오실로스코프 또는 다양한 시간에 해당 값을 캡처하고 플롯할 수 있는 기타 장치에서 시간 및 값 축의 적절한 척도를 사용하여 시각화할 수 있다. 심전도계는 심장 박동과 관련된 전기 신호의 파형을 기록하는 의료 기기이다. 그 파형에는 중요한 진단 가치가 있다. 여러 파형 중 하나를 사용하여 주기적인 전압 또는 전류를 출력할 수 있는 파형 발생기는 전자 실험실 및 작업장에서 흔히 사용되는 도구이다.
꾸준하고 주기적인 소리의 파형은 음색에 영향을 미친다. 신디사이저와 최신 키보드는 복잡한 파형이 많은 사운드를 생성할 수 있다.

## 파형의 예
일반적인 주기적 파형은 다음을 포함한다(여기서 {\displaystyle t}는 시간, {\displaystyle \lambda } 는 파장, {\displaystyle a}는 진폭, {\displaystyle \phi } 는 위상이다.):
- 정현파 (사인파, sine wave)

{\displaystyle (t,\lambda ,a,\phi )=a\sin {\frac {2\pi t-\phi }{\lambda }}}
파형의 진폭은 시간에 대한 사인 함수를 따른다.
- 방형파(square wave)

{\displaystyle (t,\lambda ,a,\phi )={\begin{cases}a,&(t-\phi ){\bmod {\lambda }}<{\text{duty}}\\-a,&{\text{otherwise}}\end{cases}}}
이 파형은 일반적으로 디지털 정보를 나타내는 데 사용된다. 일정한 주기의 방현파는 -6dB/octave 에서 감소하는 홀수 고조파를 가진다.
- 삼각파(triangle wave)

{\displaystyle (t,\lambda ,a,\phi )={\frac {2a}{\pi }}\arcsin \sin {\frac {2\pi t-\phi }{\lambda }}}
이 파형은  -12dB/octave 에서 감소하는 홀수 고조파를 가진다.
- 톱니파(sawtooth wave)

{\displaystyle (t,\lambda ,a,\phi )={\frac {2a}{\pi }}\arctan \tan {\frac {2\pi t-\phi }{2\lambda }}}
이 파형은 톱날의 이빨처럼 생겼다. 일정한 주기의 톱니파는 -6dB/octave 에서 감소하는 홀수 및 짝수 고조파를 가지고 있다.

## 같이 보기
- 스펙트럼 애널라이저